# Lermoos
Lermoos – gmina w Austrii, w kraju związkowym Tyrol, w powiecie Reutte. Według Austriackiego Urzędu Statystycznego liczyła 1101 mieszkańców (1 stycznia 2015).

## Współpraca
Miejscowość partnerska:
- Wohlen, Szwajcaria